# Mîndreștii Noi, Sîngerei
Mîndreștii Noi este un sat din cadrul comunei Bilicenii Noi din raionul Sîngerei, Republica Moldova.

## Demografie

### Structura etnică
Structura etnică a satului conform recensământului populației din 2004:
| Grup etnic         | Populație | % Procentaj |
| ------------------ | --------- | ----------- |
| Moldoveni / Români | 1.043     | 93,21%      |
| Ucraineni          | 57        | 5,09%       |
| Ruși               | 14        | 1,25%       |
| Alții              | 5         | 0,45%       |
| Total              | 1.119     | 100%        |

## Personalități
- Vladimir Conduraru, astronom și matematician